# ラミタンの包囲
ラミタンの包囲（ラミタンのほうい）は、2001年（平成13年）6月2日にイスラムテロ集団のアブ・サヤフのメンバーがフィリピンのイスラム教徒が多いバシラン州にある2つのキリスト教徒居住区の1つであるラミタン市に入ったときに起こった。彼らは教会と病院を占拠し、司祭、医療スタッフ、患者を人質にとった。政府軍はイスラム過激派を包囲して逃亡を阻止したが、アブ・サヤフは人質を人間の盾として使用することで、非常線を突破した。

## 背景
2001年5月27日、アブ・サヤフのメンバーはパラワン州のホンダ湾にあるドス・パルマスリゾートから米国市民3人を含む20人の人質を誘拐した。その後、人質はスールー海を越えてミンダナオ島のアブ・サヤフの縄張りに連れ戻された。翌日、当時の大統領グロリア・マカパガル・アロヨは過激派集団に対する「全面戦争」を宣言した。アブ・サヤフの追跡と人質の奪還に向けた軍事作戦が強化された。

## 包囲
2001年6月2日の朝4時にアブ・サヤフは人質を連れてバシラン州のラミタンに入った。彼らは、ホセ・トーレス博士記念病院と聖ペテロ教会の施設を占拠した。グループのリーダーのアブ・スレイマンは、彼の部隊は「特攻隊」であり、200人の人質を取っていると主張したが、政府軍はその主張を信じておらず、過激派の支配下にある人質は20人しかいないと述べた。スレイマンは軍に追跡活動の中止を要求し、中止しなければ人質を処刑すると脅した。 
政府軍は病院と教会の複合施設を包囲し、アブ・サヤフに投降を呼びかけた。兵士を寄せ付けないために、過激派は屋上から狙撃兵を配備した。目撃者の報告によれば、ヘリコプターのガンシップと兵士が複合施設に向けてロケットと機関銃を発射して応戦していたという。戦闘が進むにつれ、4人の人質が逃れることができた。 
暗くなると、アブ・サヤフはドス・パルマスの人質20人のうち残りの11人と、看護師のエディボラ・ヤップを含む病院で新たに人質にした5人を連れて、施設からの脱出に成功した。アブ・サヤフが激しい銃撃で逃走を援護しつつ子供と人質を人間の盾にしていたため、夜間の撤退は混乱を極め、その際に他の5人の人質が逃走に成功した。

## 余波
ラミタンの包囲の後、アブ・サヤフはバシラン州ランタワンの農夫を含む追加の人質を取った。その後の数ヶ月で、人質の一部は解放されたり、逃亡に成功したりした。 3人のアメリカ人のうち1人、ギレルモ・ソベロは斬首された。残りのアメリカ人、マーティンとグラシアのバーナム夫妻は、2002年6月7日に政府軍がようやくイスラム過激派に追いつくまで、アブ・サヤフに拘束され続けた。その後の銃撃戦で、マーティン・バーナムと看護師のエディボラ・ヤップが死亡した。グラシア・バーナムは負傷しながらも救出された。
2004年、収監されていたアブ・サヤフのメンバー14人と、脱獄した3人の仲間がラミタンの包囲への参加の罪で死刑判決を受けた。2014年、アブ・サヤフのメンバーであるナセル・ウスマンが、ラミタン包囲での役割と1995年のイピル虐殺への参加の容疑で逮捕された。

## 論争
その後の議会の調査では、フィリピン軍とアブ・サヤフが共謀していたことを示す「強力な状況証拠」が見つかった。議会はアブ・サヤフの攻撃に対応したフィリピン陸軍第103歩兵旅団司令官のジョベナル・ナルシスを軍法会議にかけるよう勧告したが、ナルシスや他の軍将校は、公判前の調査でアブ・サヤフの逃亡に関する責任は問われなかった。 
自身もアブ・サヤフに誘拐された経験を持つラミタンの小教区司祭Cirilo Nacordaは、軍の司令官がアブサヤフと共謀し、ドス・パルマスの人質の一部を解放するために支払われた身代金の一部と引き換えに過激派を逃がしたと主張している。
ナルシスと彼の直属の上司である第1歩兵師団指揮官ロメオ・ドミンゲスはその任を解かれた。 